# Jagdgruppe 88

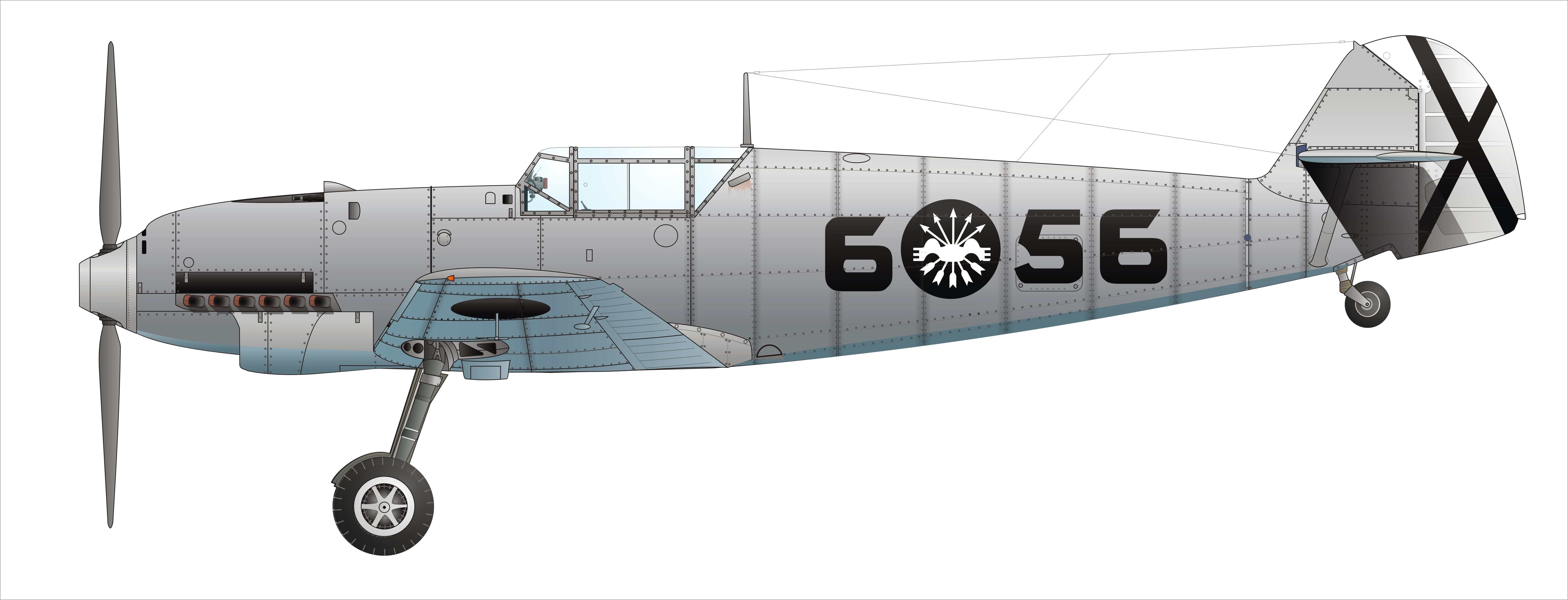
Messerschmitt Bf 109 C-1, Jagdgruppe 88, Legie Condor

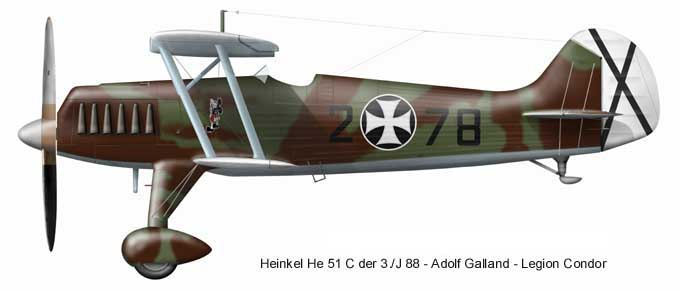
Heinkel He 51 C ze 3./J 88 — Adolf Galland — Legie Condor

Jagdgruppe 88 (zkr.: J/88) byla skupina (Gruppe) stíhacích letounů a součást německé Legie Condor, která byla nasazena ve španělské občanské válce jakožto pomoc frankistům. J/88 sestávala z velitelství (Stab) a čtyř stíhacích letek (Staffel), 4. letka ovšem existovala pouze krátkou dobu. J/88 byla zformována dne 3. listopadu 1936.

## Velící důstojníci
- Gotthard Handrick, 18. červenec 1937 – 10. září 1938
- Walter Grabmann, 9. září 1938 – 31. březen 1939